# Terra cremada

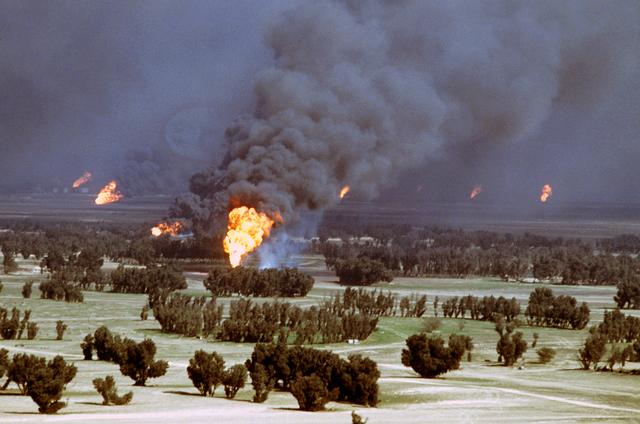
Pous petrolers cremant a Kuwait després de la retirada de les forces iraquianes al 1991

Política de terra cremada és una estratègia militar consistent en destruir tot allò que li pugui ser útil a l'enemic mentre que avança o es retira per una zona. L'origen històric del terme "terra cremada" prové segurament de la pràctica de cremar els camps de cereals durant les guerres i conflictes. És una estratègia en la qual tots els actius que puguin ser emprats per l'enemic són considerats com a objectius, tals com fonts de menjar, transport, comunicacions, recursos industrials i fins i tot la població de la zona. La pràctica és portada a terme per un exèrcit tant al territori enemic com al propi. Pot solapar-se, tot i que no és el mateix, amb la destrucció punitiva dels recursos enemics, que es fa purament per estratègia política més que no pas operacional. Entre les més famoses trobem les realitzades per Sherman contra el Sud durant la Guerra Civil Americana, per Lord Kitchener contra els Bòers, i tant per Ióssif Stalin i com per Adolf Hitler durant la Segona Guerra Mundial.
L'estratègia de destruir els subministraments alimentaris de la població civil en una zona de conflicte està prohibida per l'Article 54 del I Protocol de la Convenció de Ginebra de 1977. El passatge en qüestió diu:
| « | Està prohibit d'atacar, destruir, eliminar o en convertir en inútils objectes indispensables per a la supervivència de la població civil, com els aliments, les zones agrícoles per a la producció d'aliments, collites, bestiar, instaŀlacions d'aigua potable i subministraments i instaŀlacions de regadiu amb el propòsit específic de negar-los pel seu valor de subsistència per a la població civil o per la part adversa, sigui quin sigui el motiu, ja sigui per causar fam entre la població civil, per obligar-los a desplaçar-se, o per qualsevol altre motiu. | » |

Malgrat estar prohibida, encara és una pràctica militar habitual. El protocol només s'aplica a aquells països que l'han ratificat, encara que hi ha absències notables com els Estats Units, Israel, l'Iran, l'Iraq o el Pakistan.

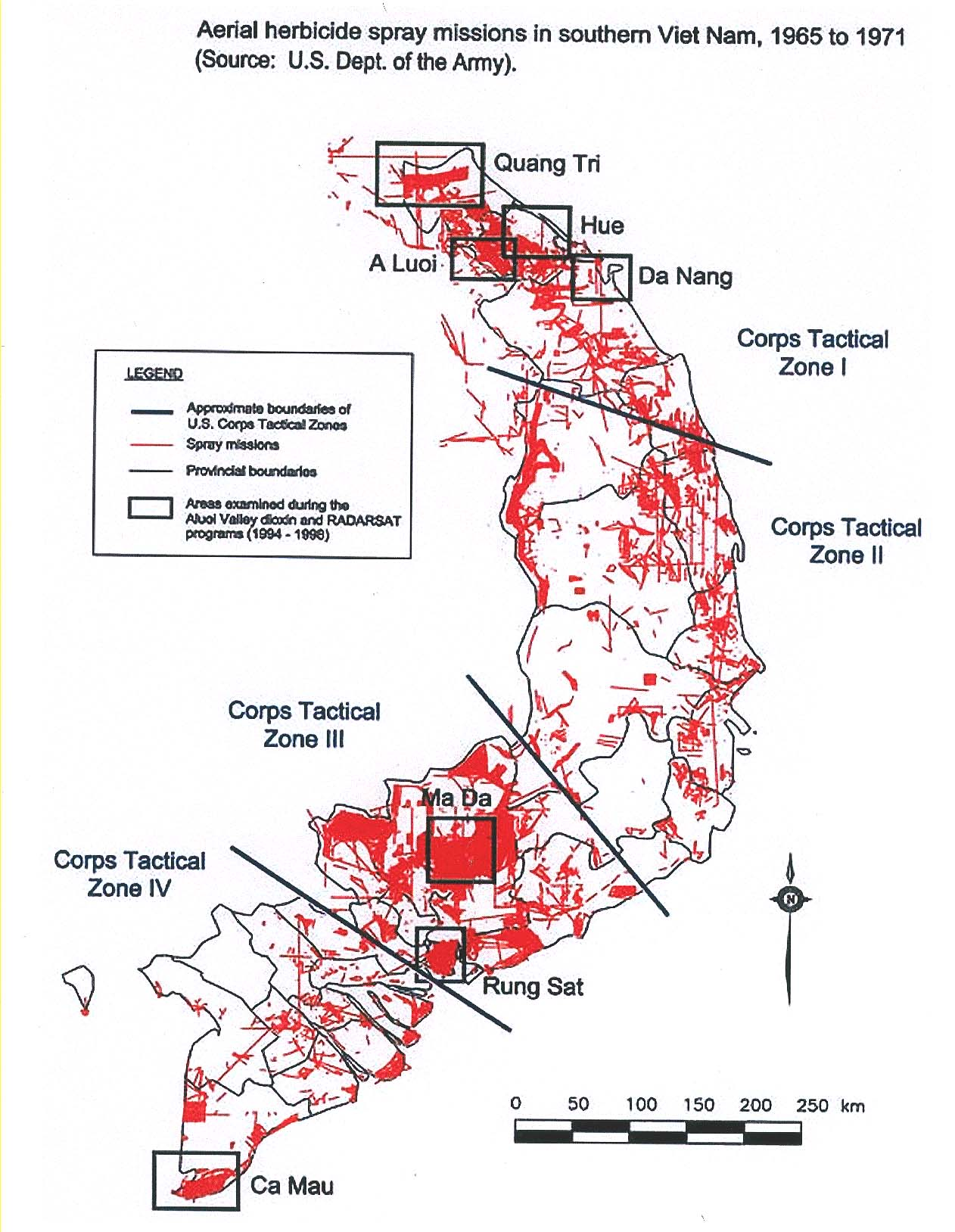
Ús d'agent taronja per part de les Forces Armades dels Estats Units d'Amèrica durant la Guerra del Vietnam

La tàctica de terra cremada és una acció que vincula els aspectes militars amb els econòmics i fins i tot psicològics d'una estratègia militar. Aquestes accions destructives tenen l'avantatge que no requereixen avenços tecnològics ni una especialització particular per part dels combatents que l'apliquen. Quan s'empra a territori enemic es pretén destruir la voluntat de resistir del mateix mitjançant la intimidació, provocant el patiment a les poblacions locals en destruir les seves propietats i mitjans de subsistència. Si s'aplica al territori propi en retirar-se, l'objectiu és retardar i fins i tot aturat l'avanç enemic en deixar-lo sense recursos que aprofitar o entorpint el seu avanç.
La terra cremada ha estat històricament molt eficaç per a faccions que, d'altra forma, no haurien estat capaces de resistir l'avenç d'exèrcits millor organitzats i més poderosos, tot i que a la guerra moderna la seva utilitat és menor, car tot contingent armat acostuma a carregar amb els seus propis subministraments, en lloc de viure del terreny, com es feia abans. En aquest context, també s'ha emprat la política de terra cremada en la lluita contra moviments guerrillers, a fi de dificultar als insurgents el subministrament i l'ocultació entre la població civil.

## Edat Antiga
Els escites van fer servir mètodes de terra cremada contra el rei Darios el Gran de Pèrsia. Pastors nòmades, els escites es retiraren a les profunditats de les estepes, destruint els magatzems de menjar i emmetzinant els pous. Com a resultat, Darios va haver de reconèixer la derrota. Un gran nombre dels seus homes van morir de fam i de set.
El general grec Xenofont escriu a l'Anàbasi que els armenis cremaren els seus cultius i magatzems de menjar a mesura que es retiraven davant l'avanç dels Deu Mil.
El mercenari grec Memnó de Rodes suggerí als sàtrapes perses de fer servir polítiques de terra cremada contra Alexandre a mesura que aquest avançava per l'Àsia Menor.

### Època romana
Durant la Segona Guerra Púnica al 218-202 aC, els cartaginesos usaren aquest mètode mentre que avançaven per Itàlia. Al final de la Tercera Guerra Púnica al 146 aC, el Senat romà també trià aquest mètode per destruir permanentment la capital cartaginesa, Cartago: els edificis van ser enderrocats, les pedres van ser triturades perquè ni tan sols en quedessin les runes, i els conreus van ser cremats. La història que abocaren sal sobre la terra és apòcrifa.
El sistema de destrucció punitiva de la propietat i de subjugació del poble que acompanyava una campanya militar s'anomenava vastatio. Dos dels primers usos de la terra cremada de què es tenen notícies van tenir lloc durant la Guerra de les Gàl·lies: la primera va tenir lloc quan els celtes helvecis van ser forçats a abandonar les seves llars al sud d'Alemanya i a Suïssa a causa de les incursions d'altres tribus germàniques. Per afegir incentius a la marxa, els helvecis destruïren tot allò que no podien portar amb ells. Després que els helvecis fossin derrotats per una força combinada gal·loromana, els helvecis van haver de reconstruir els seus poblats allà on abans els havien destruït.
El segon cas mostra el seu valor militar actual: durant la Gran Guerra Gàl·lica els gals comandats per Vercingetòrix planejaven atraure els exèrcits romans dins de la Gàl·lia per atrapar-los i destruir-los allà. Amb aquesta finalitat van destruir tots els conreus de França i del Benelux actuals. Efectivament això causà grans problemes als romans, però el triomf romà sobre els gals mostrà que això no va ser prou per salvar la Gàl·lia del jou romà.
Al 363 dC, la invasió de Pèrsia per l'emperador Julià l'Apòstata va ser derrotada mitjançant una política de terra cremada:
| « | L'extensa regió que s'estén entre el riu Tigris i les muntanyes de Mèdia... tenien un estat molt millorable dels conreus... Julià podia esperar, com a conqueridor, que qui tingués els dos instruments de persuasió a la força, el ferro i l'or, disposaria fàcilment d'una absoluta subsistència davant els temors o l'avarícia dels nadius. Però, en apropar-se els romans, aquella rica esperança s'esvaí de cop i volta. Allà on anessin... s'havien emportat el bestiar, l'herba i el blat estaven consumits pel foc; i, tan aviat les flames havien desaparegut interrompent l'avanç de Julià, es descobrí la melancòlica imatge d'un desert nu i fumejant. Aquest mètode desesperat però efectiu de defensa només es pot executar mitjançant l'entusiasme d'un poble que prefereix la seva independència a la seva propietat; o pel rigor d'un govern arbitrari, que consulta la seguretat pública sense sotmetre's a les seves inclinacions de la llibertat d'escollir. | » |

## L'Edat Mitjana

### Període viking
Durant la gran invasió vikinga d'Anglaterra, a què va fer front Alfred el Gran i diversos governants més saxons i gal·lesos, el cabdill viking Hasting a finals del 893 marxà amb els seus homes fins a Chester per a ocupar la fortalesa romana en runes, la qual seria una base excel·lent per atacar el nord de Mèrcia, però els habitants de la zona van destruir totes les collites de la zona per tal que els danesos morissin de fam.

### Massacre del nord
A la massacre del nord, la brutal conquesta i subjugació del nord d'Anglaterra feta per Guillem el Conqueridor, els homes de Guillem cremaren pobles sencers entre els rius Humber i Tees, esclavitzant-ne els habitants. Els graners i magatzems van ser destruïts de manera que els supervivents a la matança inicial morís de fam durant l'hivern, quedant aquests reduïts al canibalisme. Entre 100.000 i 150.000 persones van morir, i costà segles recuperar-se dels danys.

### Baixa Edat Mitjana

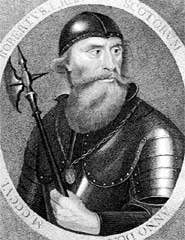
Robert the Bruce

Durant la Guerra dels Cent Anys, tant anglesos com francesos portaren a terme atacs chevauchée sobre el territori enemic per malmetre les seves infraestructures. Robert the Bruce aconsellà emprar aquests mètodes per aturar la invasió d'Escòcia de les tropes d'Eduard I d'Anglaterra, d'acord amb un poema anònim del segle XIV:

...in strait places gar keep all store, 

And byrnen ye plainland them before, 

That they shall pass away in haist 

What that they find na thing but waist. 

...This is the counsel and intent

Of gud King Robert's testiment. 

El 1336, els defensors de Pilénai, a Lituània, calaren foc al seu castell i se suïcidaren en massa per tal que l'atac dels cavallers teutònics fos una victòria pírrica. L'estratègia va ser àmpliament emprada als principats romanesos de Valàquia i Moldàvia. El Príncep Mircea I de Valàquia l'usà contra els otomans el 1395, i el príncep Esteve III de Moldàvia ho feu mentre que l'exèrcit otomà avançà al 1475 i 1476.

## Inicis de l'era Moderna
Els britànics tornaren a fer servir tàctiques de terra cremada al segle xvi a Irlanda, amb comandants com Walter Devereux o Richard Bingham. El més infame d'ells va ser Humphrey Gilbert durant les guerres a Munster a finals de 1560 i 1570.
El 1630, el General Mariscal de Camp Torquato Conti estava al capdavant de les forces imperials durant la Guerra dels 30 anys. Forçat a retirar-se davant l'avanç de l'exèrcit suec del rei Gustau Adolf, Conti ordenà a les seves tropes que cremessin cases, destruïssin pobles i causaren tants danys a les propietats com fos possible. Les seves accions van ser recordades així:
| « | Per venjar-se del duc de Pomerània, el general imperial va permetre les seves tropes, en retirar-se, que portessin a terme qualsevol barbaritat sobre els desafortunats habitants de Pomerània, que ja havien patit massa severament a causa de la seva avarícia. En pretendre eliminar els recursos als suecs, es va robar i saquejar a tot el país; i sovint, quan els imperialistes ja no podien mantenir més temps una plaça, era reduïda a cendres, per tal de no deixar a l'enemic res més que les runes. | » |

Durant la Gran Guerra del Nord, Rússia destruí el país davant les forces del rei Carles XII de Suècia.